# Bârzești (okręg Arad)
Bârzești – wieś w Rumunii, w okręgu Arad, w gminie Archiș. W 2011 roku liczyła 184 mieszkańców. 